# مایکل اسین
مایکل کوجو اسین (انگلیسی: Michael Kojo Essien؛ زاده ۳ دسامبر ۱۹۸۲) بازیکن فوتبال حرفه‌ای سابق اهل غنا و مربی کنونی باشگاه فوتبال نورشلان می‌باشد.

## بازیگری
اسین فوتبال را از باشگاه لیبرتی پروفشنالز آغاز کرد و در سال ۲۰۰۰ به تیم باستیا پیوست، وی در سال ۲۰۰۳ با قرارداد ۷٫۸ میلیون یوروی به تیم لیون منتقل شد،
اسین در تاریخ ۱۴ اوت ۲۰۰۵ با قرارداد ۲۴٫۴ میلیون پوندی به چلسی پیوست
وی در تاریخ ۳۱ اوت ۲۰۱۲ با یک قرارداد قرضی یک ساله از چلسی به باشگاه فوتبال رئال مادرید پیوست. اسین در ۲۷ ژانویه ۲۰۱۴ به تیم آ.ث. میلان پیوست.

## گل‌های ملی
| # | تاریخ          | ورزشگاه                                | حریف      | گل  | نتیجه | مسابقه                |
| - | -------------- | -------------------------------------- | --------- | --- | ----- | --------------------- |
| ۱ | ۴ ژوئن ۲۰۰۶    | ورزشگاه ایستر رود، اسکاتلند            | کرهٔ جنوبی | ۳–۱ | ۳–۱   | دوستانه               |
| ۲ | ۸ اکتبر ۲۰۰۶   | ورزشگاه جام‌جهانی سئول، سئول، کره جنوبی | کرهٔ جنوبی | ۲–۱ | ۳–۱   | دوستانه               |
| ۳ | ۲۷ مارس ۲۰۰۸   | ورزشگاه کراون کوتیج، لندن، انگلستان    | مکزیک     | ۱–۰ | ۱–۲   | دوستانه               |
| ۴ | ۶ سپتامبر ۲۰۰۹ | Ohene Djan Stadium، آکرا، غنا          | سودان     | ۲–۰ | ۲–۰   | مقدماتی جام‌جهانی ۲۰۱۰ |

## افتخارات
لیون
- لیگ ۱ :۰۴–۲۰۰۳، ۰۵–۲۰۰۴

؛ چلسی:
- قهرمانی در لیگ برتر در فصل‌های ۰۶–۲۰۰۵، ۱۰–۲۰۰۹
- جام حذفی: ۰۷–۲۰۰۶، ۰۹–۲۰۰۸، ۱۰–۲۰۰۹
- جام اتحادیه: ۰۷–۲۰۰۶
- جام خیریه انگلستان: ۲۰۰۹
- لیگ قهرمانان اروپا: ۱۲–۲۰۱۱

؛ شخصی:
- بازیکن سال UNFP Ligue ۱ در فصل ۲۰۰۵
- بهترین بازیکن آفریقایی از نگاه بی‌بی‌سی در سال ۲۰۰۶
- گلزنی برای تیم چلسی در مقابل تیم‌های آرسنال در فصل ۲۰۰۶–۰۷ و در تیم بارسلونا در فصل ۲۰۰۸–۰۹
- باریکن سال چلسی در سال ۲۰۰۷
- انتخاب برای تیم منتخب جام ملت‌های آفریقا در سال ۲۰۰۸